# Patinage de vitesse aux Jeux olympiques de 1988
Pour des articles plus généraux, voir Patinage de vitesse aux Jeux olympiques et Jeux olympiques d'hiver de 1988.
Navigation
Sarajevo 1984 Albertville 1992
Les épreuves de patinage de vitesse aux Jeux olympiques d'hiver de 1988 ont lieu du 14 au 28 février 1988 dans l'Olympic Oval, à Calgary au Canada.

## Podiums

### Hommes

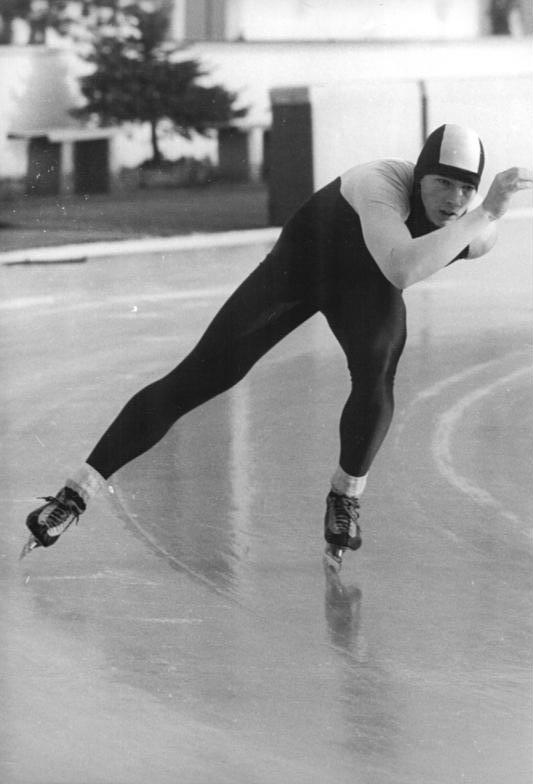
Uwe-Jens Mey en 1986.

| Épreuves                          | Or                     | Argent                   | Bronze                   |
| --------------------------------- | ---------------------- | ------------------------ | ------------------------ |
| 500 mètres résultats détaillés    | Uwe-Jens Mey (GDR)     | Jan Ykema (NED)          | Akira Kuroiwa (JAP)      |
| 1 000 mètres résultats détaillés  | Nikolay Gulyayev (URS) | Uwe-Jens Mey (GDR)       | Igor Zhelezovski (URS)   |
| 1 500 mètres résultats détaillés  | André Hoffmann (GDR)   | Eric Flaim (USA)         | Michael Hadschieff (AUT) |
| 5 000 mètres résultats détaillés  | Tomas Gustafson (SWE)  | Leo Visser (NED)         | Gerard Kemkers (NED)     |
| 10 000 mètres résultats détaillés | Tomas Gustafson (SWE)  | Michael Hadschieff (AUT) | Leo Visser (NED)         |

### Femmes
| Épreuves                         | Or                      | Argent               | Bronze             |
| -------------------------------- | ----------------------- | -------------------- | ------------------ |
| 500 mètres résultats détaillés   | Bonnie Blair (USA)      | Christa Luding (GDR) | Karin Kania (GDR)  |
| 1 000 mètres résultats détaillés | Christa Luding (GDR)    | Karin Kania (GDR)    | Bonnie Blair (USA) |
| 1 500 mètres résultats détaillés | Yvonne van Gennip (NED) | Karin Kania (GDR)    | Andrea Ehrig (GDR) |
| 3 000 mètres résultats détaillés | Yvonne van Gennip (NED) | Andrea Ehrig (GDR)   | Gabi Zange (GDR)   |
| 5 000 mètres résultats détaillés | Yvonne van Gennip (NED) | Andrea Ehrig (GDR)   | Gabi Zange (GDR)   |

## Résultats

### Hommes

#### 500 mètres
L'épreuve masculine de 500 mètres a lieu le 14 février.
| Place | Nation             | Athlète          | Temps   |
| ----- | ------------------ | ---------------- | ------- |
| 1er   | Allemagne de l'Est | Uwe-Jens Mey     | 36 s 45 |
| 2e    | Pays-Bas           | Jan Ykema        | 36 s 76 |
| 3e    | Japon              | Akira Kuroiwa    | 36 s 77 |
| 4e    | Union soviétique   | Sergey Fokichev  | 36 s 82 |
| 5e    | Corée du Sud       | Bae Ki-Tae       | 36 s 90 |
| 6e    | Union soviétique   | Igor Zhelezovski | 36 s 94 |
| 7e    | Canada             | Guy Thibault     | 36 s 96 |
| 8e    | États-Unis         | Nick Thometz     | 37 s 16 |

#### 1 000 mètres
L'épreuve masculine de 1 000 mètres a lieu le 18 février.
| Place | Nation             | Athlète            | Temps         |
| ----- | ------------------ | ------------------ | ------------- |
| 1er   | Union soviétique   | Nikolay Gulyayev   | 1 min 13 s 03 |
| 2e    | Allemagne de l'Est | Uwe-Jens Mey       | 1 min 13 s 11 |
| 3e    | Union soviétique   | Igor Zhelezovski   | 1 min 13 s 19 |
| 4e    | États-Unis         | Eric Flaim         | 1 min 13 s 53 |
| 5e    | Canada             | Gaétan Boucher     | 1 min 13 s 77 |
| 6e    | Autriche           | Michael Hadschieff | 1 min 13 s 84 |
| 7e    | Canada             | Guy Thibault       | 1 min 14 s 16 |
| 8e    | Allemagne de l'Est | Peter Adeberg      | 1 min 14 s 19 |

#### 1 500 mètres
L'épreuve masculine de 1 500 mètres a lieu le 20 février.
| Place | Nation             | Athlète            | Temps         |
| ----- | ------------------ | ------------------ | ------------- |
| 1er   | Allemagne de l'Est | André Hoffmann     | 1 min 52 s 06 |
| 2e    | États-Unis         | Eric Flaim         | 1 min 52 s 12 |
| 3e    | Autriche           | Michael Hadschieff | 1 min 52 s 31 |
| 4e    | Union soviétique   | Igor Zhelezovski   | 1 min 52 s 63 |
| 5e    | Japon              | Toru Aoyanagi      | 1 min 52 s 85 |
| 6e    | Union soviétique   | Aleksandr Klimov   | 1 min 52 s 97 |
| 7e    | Union soviétique   | Nikolay Gulyayev   | 1 min 53 s 04 |
| 8e    | Allemagne de l'Est | Peter Adeberg      | 1 min 53 s 50 |

#### 5 000 mètres
L'épreuve masculine de 5 000 mètres a lieu le 17 février.
| Place | Nation             | Athlète            | Temps         |
| ----- | ------------------ | ------------------ | ------------- |
| 1er   | Suède              | Tomas Gustafson    | 6 min 44 s 63 |
| 2e    | Pays-Bas           | Leo Visser         | 6 min 44 s 98 |
| 3e    | Pays-Bas           | Gerard Kemkers     | 6 min 45 s 92 |
| 4e    | États-Unis         | Eric Flaim         | 6 min 47 s 09 |
| 5e    | Autriche           | Michael Hadschieff | 6 min 48 s 72 |
| 6e    | États-Unis         | Dave Silk          | 6 min 49 s 95 |
| 7e    | Norvège            | Geir Karlstad      | 6 min 50 s 88 |
| 8e    | Allemagne de l'Est | Roland Freier      | 6 min 51 s 41 |

#### 10 000 mètres
L'épreuve masculine de 10 000 mètres a lieu le 21 février.
| Place | Nation             | Athlète            | Temps          |
| ----- | ------------------ | ------------------ | -------------- |
| 1er   | Suède              | Tomas Gustafson    | 13 min 48 s 20 |
| 2e    | Autriche           | Michael Hadschieff | 13 min 56 s 11 |
| 3e    | Pays-Bas           | Leo Visser         | 14 min 00 s 55 |
| 4e    | États-Unis         | Eric Flaim         | 14 min 05 s 57 |
| 5e    | Pays-Bas           | Gerard Kemkers     | 14 min 08 s 34 |
| 6e    | Union soviétique   | Yuriy Klyuyev      | 14 min 09 s 68 |
| 7e    | Italie             | Roberto Sighel     | 14 min 13 s 60 |
| 8e    | Allemagne de l'Est | Roland Freier      | 14 min 19 s 16 |

### Épreuves femmes

#### 500 mètres
L'épreuve féminine de 500 mètres a lieu le 22 février.
| Place | Nation               | Athlète         | Temps   |
| ----- | -------------------- | --------------- | ------- |
| 1er   | États-Unis           | Bonnie Blair    | 39 s 10 |
| 2e    | Allemagne de l'Est   | Christa Luding  | 39 s 12 |
| 3e    | Allemagne de l'Est   | Karin Enke      | 39 s 24 |
| 4e    | Allemagne de l'Est   | Angela Hauck    | 39 s 68 |
| 5e    | Japon                | Seiko Hashimoto | 39 s 74 |
| 6e    | Canada               | Shelley Rhead   | 40 s 36 |
| 7e    | Allemagne de l'Ouest | Monika Pflug    | 40 s 53 |
| 8e    | Japon                | Shoko Furano    | 40 s 61 |

#### 1 000 mètres
L'épreuve féminine de 1 000 mètres a lieu le 26 février.
| Place | Nation             | Athlète         | Temps         |
| ----- | ------------------ | --------------- | ------------- |
| 1er   | Allemagne de l'Est | Christa Luding  | 1 min 17 s 65 |
| 2e    | Allemagne de l'Est | Karin Enke      | 1 min 17 s 70 |
| 3e    | États-Unis         | Bonnie Blair    | 1 min 18 s 31 |
| 4e    | Allemagne de l'Est | Andrea Ehrig    | 1 min 19 s 32 |
| 5e    | Japon              | Seiko Hashimoto | 1 min 19 s 75 |
| 6e    | Allemagne de l'Est | Angela Hauck    | 1 min 20 s 05 |
| 7e    | États-Unis         | Leslie Bader    | 1 min 21 s 09 |
| 8e    | États-Unis         | Katie Class     | 1 min 21 s 10 |

#### 1 500 mètres
L'épreuve féminine de 1 500 mètres a lieu le 27 février.
| Place | Nation             | Athlète           | Temps         |
| ----- | ------------------ | ----------------- | ------------- |
| 1er   | Pays-Bas           | Yvonne van Gennip | 2 min 00 s 68 |
| 2e    | Allemagne de l'Est | Karin Enke        | 2 min 00 s 82 |
| 3e    | Allemagne de l'Est | Andrea Ehrig      | 2 min 01 s 49 |
| 4e    | États-Unis         | Bonnie Blair      | 2 min 04 s 02 |
| 5e    | Union soviétique   | Yelena Lapuga     | 2 min 04 s 24 |
| 6e    | Japon              | Seiko Hashimoto   | 2 min 04 s 38 |
| 7e    | Allemagne de l'Est | Gunda Niemann     | 2 min 04 s 68 |
| 7e    | Pologne            | Erwina Ryś-Ferens | 2 min 04 s 68 |

#### 3 000 mètres
L'épreuve féminine de 3 000 mètres a lieu le 23 février.
| Place | Nation             | Athlète           | Temps         |
| ----- | ------------------ | ----------------- | ------------- |
| 1er   | Pays-Bas           | Yvonne van Gennip | 4 min 11 s 94 |
| 2e    | Allemagne de l'Est | Andrea Ehrig      | 4 min 12 s 09 |
| 3e    | Allemagne de l'Est | Gabi Zange        | 4 min 16 s 92 |
| 4e    | Allemagne de l'Est | Karin Enke        | 4 min 18 s 80 |
| 5e    | Pologne            | Erwina Ryś-Ferens | 4 min 22 s 59 |
| 6e    | Union soviétique   | Svetlana Boyko    | 4 min 22 s 90 |
| 7e    | Japon              | Seiko Hashimoto   | 4 min 23 s 29 |
| 7e    | Union soviétique   | Yelena Lapuga     | 4 min 23 s 29 |

#### 5 000 mètres
L'épreuve féminine de 5 000 mètres a lieu le 28 février.
| Place | Nation             | Athlète           | Temps         |
| ----- | ------------------ | ----------------- | ------------- |
| 1er   | Pays-Bas           | Yvonne van Gennip | 7 min 14 s 13 |
| 2e    | Allemagne de l'Est | Andrea Ehrig      | 7 min 17 s 12 |
| 3e    | Allemagne de l'Est | Gabi Zange        | 7 min 21 s 61 |
| 4e    | Union soviétique   | Svetlana Boyko    | 7 min 28 s 39 |
| 5e    | Union soviétique   | Yelena Lapuga     | 7 min 28 s 64 |
| 6e    | Japon              | Seiko Hashimoto   | 7 min 34 s 43 |
| 7e    | Allemagne de l'Est | Gunda Niemann     | 7 min 34 s 59 |
| 8e    | Suède              | Jasmin Krohn      | 7 min 36 s 56 |

## Tableau des médailles
| Rang | Nation             | Or | Argent | Bronze | Total |
| ---- | ------------------ | -- | ------ | ------ | ----- |
| 1er  | Allemagne de l'Est | 3  | 6      | 4      | 13    |
| 2e   | Pays-Bas           | 3  | 2      | 2      | 7     |
| 3e   | Suède              | 2  | 0      | 0      | 2     |
| 4e   | États-Unis         | 1  | 1      | 1      | 3     |
| 5e   | Union soviétique   | 1  | 0      | 1      | 2     |
| 6e   | Autriche           | 0  | 1      | 1      | 2     |
| 7e   | Japon              | 0  | 0      | 1      | 1     |